# Antti Mäkijärvi
Antti Mäkijärvi (8 dicembre 1993) è un ex calciatore finlandese, di ruolo centrocampista.

## Carriera

### Club
Ha giocato nella prima divisione finlandese con la maglia dell'Honka.

### Nazionale
Ha giocato con la nazionale finlandese Under-19.

## Palmarès

### Club

#### Competizioni nazionali
- Coppa di Finlandia: 1

Honka: 2012
- Liigacup: 2

Honka: 2010, 2011